# Afewerk Tekle
Afewerk Tekle, také Afework Tekle (22. října 1932 Ankober, Etiopie – 10. dubna 2012), byl etiopský malíř a sochař, známý zejména svými obrazy a barevnými vitrážemi (např. v katedrále sv. Jiří v Addis Abebě) s africkou a křesťanskou tematikou.
Je považován za nejvýznamnějšího etiopského malíře.

## Vyznamenání
- Řád za zásluhy – Senegal, 1965
- Řád svatého Silvestra – Vatikán, 1978